# 119 a.C.

## Eventos
- Lúcio Cecílio Metelo Dalmático e Lúcio Aurélio Cota, cônsules romanos[1][2]
- Caio Mário, tribuno da plebe, coloca Metelo Dalmático na prisão[3].
- Marco Ânio, filho de Públio, questor, derrota os escordiscos, que haviam derrotado e morto o pretor Sexto Pompeu e é homenageado em Lete, na Macedônia.[4]